# Industrie- und Handelskammer Koblenz
Die Industrie- und Handelskammer Koblenz (IHK Koblenz) ist eine Körperschaft des öffentlichen Rechts mit Sitz in Koblenz. Sie vertritt – gesetzlich legitimiert – das Gesamtinteresse der Wirtschaft ihres Bezirks, dem nördlichen Rheinland-Pfalz, gegenüber Politik und Verwaltung. Zudem erfüllt sie hoheitliche Aufgaben in Form der Abnahme von Prüfungen in der Aus- und Weiterbildung und bietet in verschiedenen Fachgebieten ein Informations- und Serviceangebot sowie Dienstleistungen für ihre Mitgliedsunternehmen an. Über 105.000 Gewerbetreibende sind Mitglied der IHK Koblenz (Stand 2022). Sie ist – in Abgrenzung zu reinen Städtekammern wie etwa der IHK Berlin oder der Handelskammer Hamburg – eine sogenannte Flächenkammer und eine der größten dieser Art in Deutschland. Die IHK Koblenz ist eine von vier rheinland-pfälzischen Industrie- und Handelskammern (IHKs), die auf Landesebene eine Arbeitsgemeinschaft (ohne Rechtsform) bilden und das Gesamtinteresse der rund 250.000 Mitgliedsunternehmen aus Industrie, Handel und Dienstleistungen gegenüber der Bundes- und Landespolitik sowie anderen Organisationen vertreten.

## Geschichte

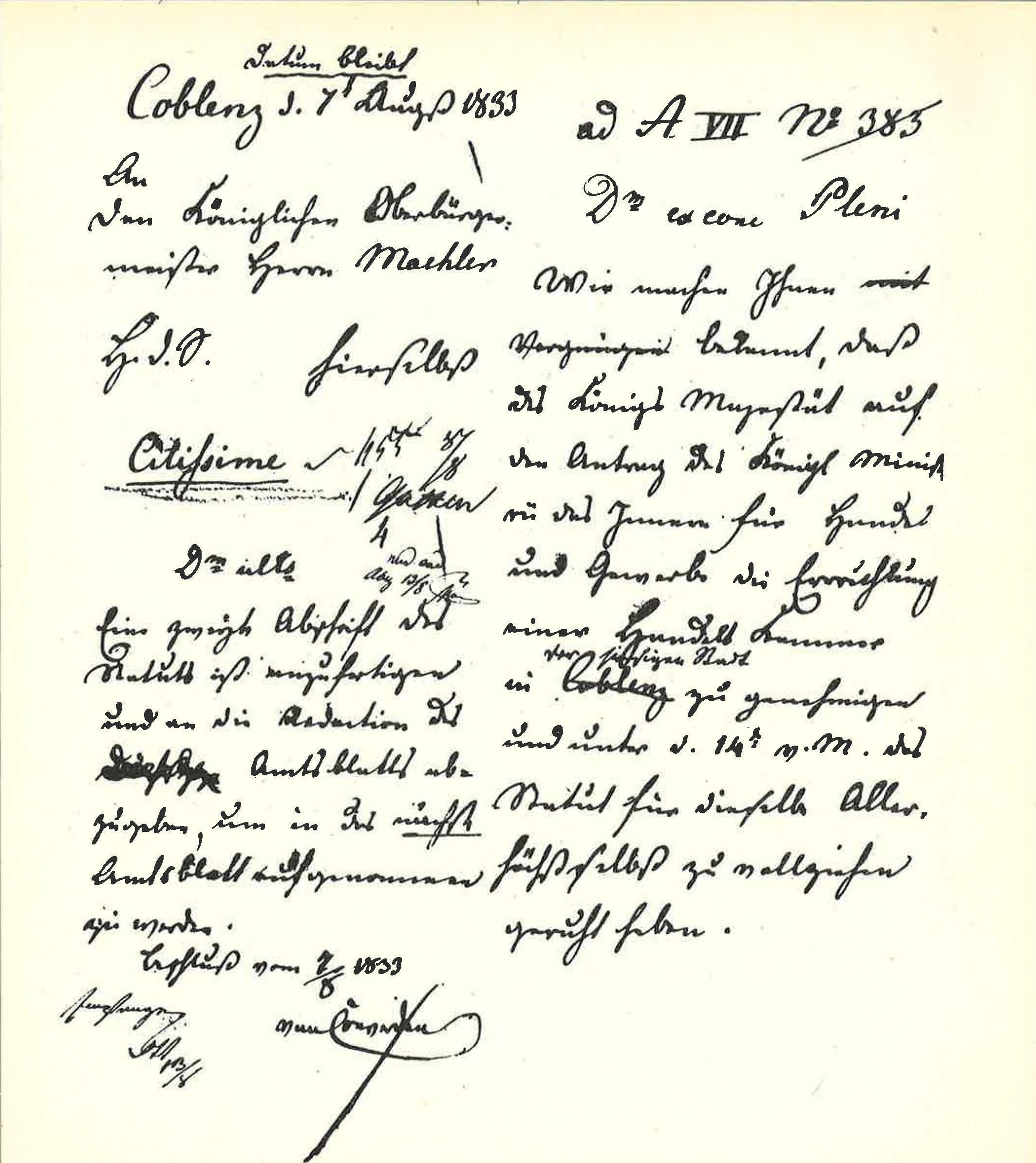
Die von König Friedrich Wilhelm unterzeichnete Kabinettsorder

Am 14. Juli 1833 unterzeichnete König Friedrich Wilhelm III. von Preußen eine entsprechende Kabinettsorder, nach der in Koblenz eine Handelskammer einzurichten sei. Bereits in den Jahren zuvor hatte sich die Koblenzer Kaufmannschaft mobilisiert und einen Handelsvorstand gebildet, um eine gemeinsame Interessensvertretung, ein offizielles Sprachrohr der Wirtschaft bei der Regierung zu schaffen. Als Vorbild galten die zu jener Zeit schon bestehenden Handelskammern in Köln und Mainz.

## Organisation

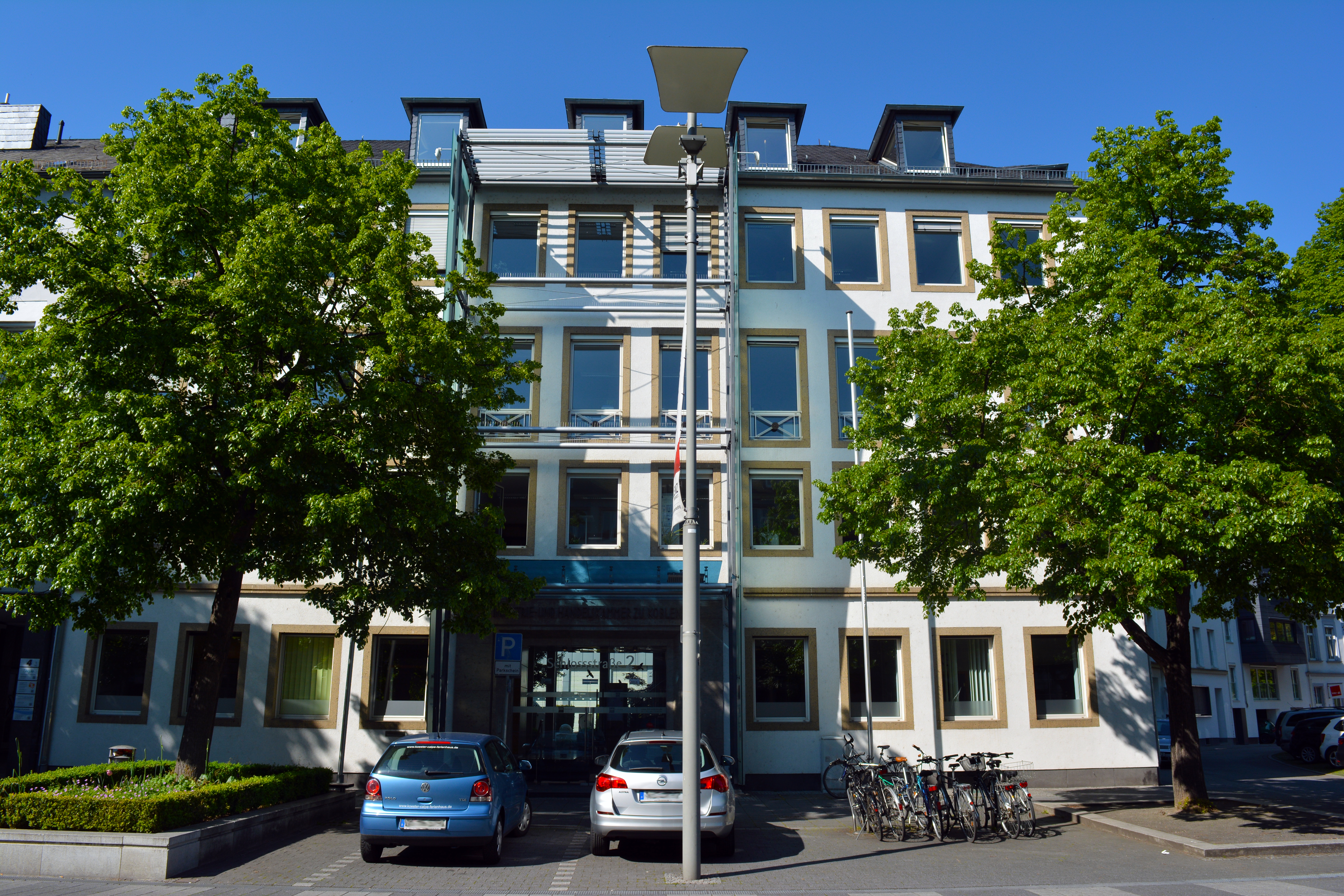
Gebäude der Zentrale der IHK Koblenz

Als Selbstverwaltungsorganisation der Wirtschaft kümmert sich die IHK Koblenz mit ihren neun Regionalgeschäftsstellen um die Belange der Wirtschaft in der Region. Die Leitlinien der IHK-Arbeit werden durch die Vollversammlung und das Präsidium festgelegt. Die IHK Koblenz ist in insgesamt drei Geschäftsbereiche untergliedert und wird vom Hauptgeschäftsführer geleitet.

### Vollversammlung
Die Vollversammlung besteht aus 73 ehrenamtlichen Vertretern von Mitgliedsunternehmen aus dem Bezirk der IHK Koblenz. Die Vollversammlung tritt in der Regel dreimal im Jahr zusammen und berät über Themen der regionalen Wirtschaft. Sie bestimmt die Grundsätze der IHK-Arbeit und legt den Haushalt sowie die Beiträge und Gebühren fest. Außerdem wählt sie das Präsidium und bestellt den Hauptgeschäftsführer. Die Mitglieder der Vollversammlung arbeiten unentgeltlich und erhalten auch keine Aufwandsentschädigung für ihr ehrenamtliches Wirken.

### Präsidium
Das Präsidium setzt sich zusammen aus der Präsidentin und aktuell neun Vizepräsidenten, die von der Vollversammlung gewählt werden. Bei der konstituierenden Sitzung der Vollversammlung 2021 ist Susanne Szczesny-Oßing für weitere fünf Jahre zur Präsidentin der IHK Koblenz gewählt worden. Ihre erste Amtszeit war von 2017 bis 2021. Die Mitglieder des Präsidiums und die Präsidentin arbeiten ebenfalls unentgeltlich und erhalten keine Aufwandsentschädigung für ihr Ehrenamt.

### Ausschüsse
Neben dem Präsidium und der Vollversammlung ist die IHK Koblenz gegenwärtig in folgenden Ausschüssen organisiert, die die Beschlüsse der IHK-Vollversammlung fachlich und inhaltlich vorbereiten:
- Außenwirtschaftsausschuss
- Berufsbildungsausschuss
- Finanzausschuss
- Handelsausschuss
- Industrieausschuss
- Tourismusausschuss
- Verkehrsausschuss

### Hauptgeschäftsführer
Am 21. September 2011 ist Arne Rössel von der Vollversammlung zum Hauptgeschäftsführer der IHK Koblenz bestellt worden.

## Geschäftsbereiche
Die IHK Koblenz gliedert sich in drei Geschäftsbereiche und fünf Stabsbereiche. Darüber hinaus hat sie neun IHK-Regionalgeschäftsstellen, ein IHK-Büro und elf Regionalbeiräten.

### Interessenvertretung
Der Geschäftsbereich Interessenvertretung trägt Forderungen und Wünsche der regionalen Wirtschaft an die Entscheidungsträger der Politik und Verwaltung auf kommunaler und Landesebene heran und setzt sich so für eine an den Interessen der Unternehmen orientierte Wirtschaftspolitik ein. Die Gewährleistung einer bedarfsorientierten Infrastruktur ist ein zentrales Thema in diesem Diskurs. Gemeinsam mit den IHKs Rheinhessen, Trier und Pfalz setzt sich die IHK Koblenz gegenüber der Landespolitik für einen wettbewerbsfähigen Wirtschaftsstandort ein. Über die Deutsche Industrie- und Handelskammer (DIHK) nimmt sie Einfluss auf politische Weichenstellungen in Berlin und Brüssel.

### Unternehmensservice
Der Bereich Unternehmensservice umfasst die Themen Innovation, Umwelt und Energie, bietet Orientierung beim internationalen und rechtssicheren Handeln, hilft bei der Unternehmensgründung und -übernahme und begleitet Betriebe auf dem Weg in die digitale Zukunft. Zu den kostenfreien Angeboten zählen neben allgemeinen Informationen auch Erstberatungen sowie Veranstaltungen und Webinare. Die vielfältigen Serviceleistungen der IHK Koblenz umfassen die folgenden Themen:
- Berufszugang
- Digitalisierung
- Fachkräftesicherung
- Firmenrecht, Handelsregister
- Handel
- Innovation und Technologieberatung
- International
- Kundenzentrum
- Recht und Steuern
- Sachverständigenwesen
- Tourismus
- Umwelt und Energie
- Unternehmensgründung und -förderung

### Aus- und Weiterbildung
Der Geschäftsbereich berät und unterstützt Unternehmen in der beruflichen Bildung, zu Bildungsmöglichkeiten und bietet dazu Seminare an. Darüber hinaus nimmt die IHK Prüfungen in der Ausbildung und Höheren Berufsbildung (durch den Einsatz von ausschließlich ehrenamtlichen Prüfern) ab und vertritt die Interessen der Wirtschaft in der bildungspolitischen Diskussion.

## Stabsbereiche
Die fünf Stabsbereiche unterstehen direkt der Hauptgeschäftsführung:
- IHK-Digital
- IHK-Finanzen
- IHK-Gebäudemanagement
- IHK-Personal
- Kommunikation und Marketing

## Regionalgeschäftsstellen

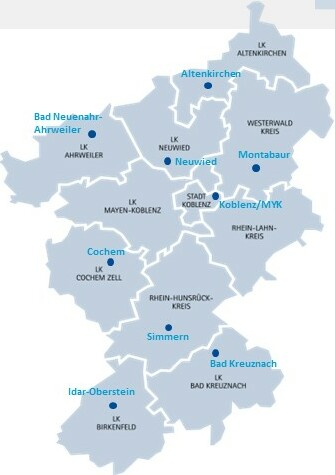
Die Regionalgeschäftsstellen der IHK Koblenz

Die IHK Koblenz unterhält neun Regionalgeschäftsstellen und ein IHK-Büro in Cochem. Die Regionalgeschäftsstellen sind Anlaufstellen für Unternehmen vor Ort, kennen die Herausforderungen und Chancen in der Region und stehen mit diesem Wissen zur Seite.
- IHK-Regionalgeschäftsstelle Altenkirchen
- IHK-Regionalgeschäftsstelle Bad Kreuznach
- IHK-Regionalgeschäftsstelle Bad Neuenahr-Ahrweiler
- IHK-Regionalgeschäftsstelle Idar-Oberstein
- IHK-Regionalgeschäftsstelle Mayen-Koblenz
- IHK-Regionalgeschäftsstelle Montabaur
- IHK-Regionalgeschäftsstelle Simmern
- Regionalgeschäftsstelle Stadt Koblenz
- IHK-Büro Cochem

## Das Handelskammergebäude

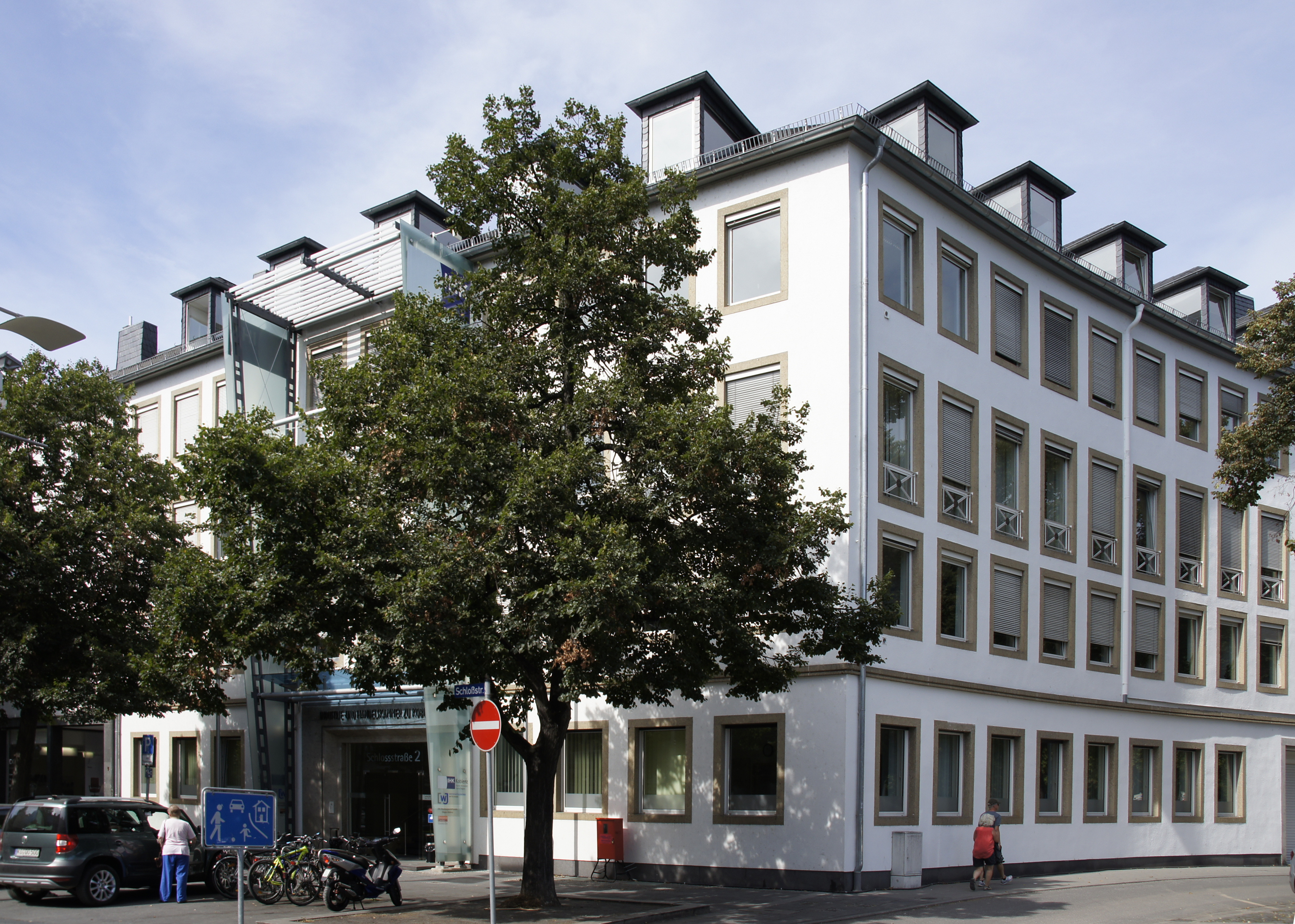
Handelskammergebäude

Das Handelskammergebäude in der Schloßstraße 2 in Koblenz wurde 1954 bis 1956 nach Plänen der Architekten Martin Ufer, Igor Grinzoff und Friedhelm Worm errichtet. Es löste den ursprünglichen Kammersitz in der Clemensstraße 18 ab. Das Verwaltungsgebäude der Industrie- und Handelskammer zu Koblenz ist ein schlichter viergeschossiger Putzbau mit lichtdurchfluteter Eingangshalle und steht unter Denkmalschutz.

## Persönlichkeiten

### Präsidenten
(Quelle: )
- Karl Anton Tesche (1834–1846)
- Bernhard Sehmer (1847–1850)
- Heinrich Kehrmann (1851–1856)
- Josef Pachten (1857–1858)
- Johann Abraham Kehrmann (1859–1862)
- Benjamin Meyer (1863–1865)
- Friedrich Bohn (1866–1870)
- Rudolf Sehmer (1871–1883)
- Carl Spaether (1884–1902)
- Julius Wegeler (1903–1904)
- Carl Meyer (1904–1917)
- Carl Spaeter (1917–1923)
- Ferdinand Russel (1924–1929)
- Anton Kaumanns (1929–1931)
- Fritz Christian Meyer (1932–1933)
- Wilhelm Ocklenburg (1933–1942)
- Erich Faust (1943–1945) (Gauwirtschaftskammer Moselland)
- Fritz Ludwig (1945–1949)
- Fritz Christian Meyer (1950–1954)
- Hermann Schultheis (1954–1960)
- Gustav Adolf Barth (1960–1965)
- Hermann Schultheis (1965–1966)
- Fritz Meyer (1966–1974), von 1974 bis 1982 Vizepräsident[12]
- Hanno Ludwig (1974–1988)
- Hubert Scherer (1988–1999)
- Heinz–Michael Schmitz (1999–2006)
- Manfred Sattler (2006–2017)
- Susanne Szczesny-Oßing (seit 2017)

### Andere
- Josef Brenner, Vizepräsident 1952–1953
- Paul Broicher, Hauptgeschäftsführer 1963–1968
- Karl Darscheid, Hauptgeschäftsführer ab 1973
- Max von Detten, Mitglied ab 1912

## Erfinderbrunnen

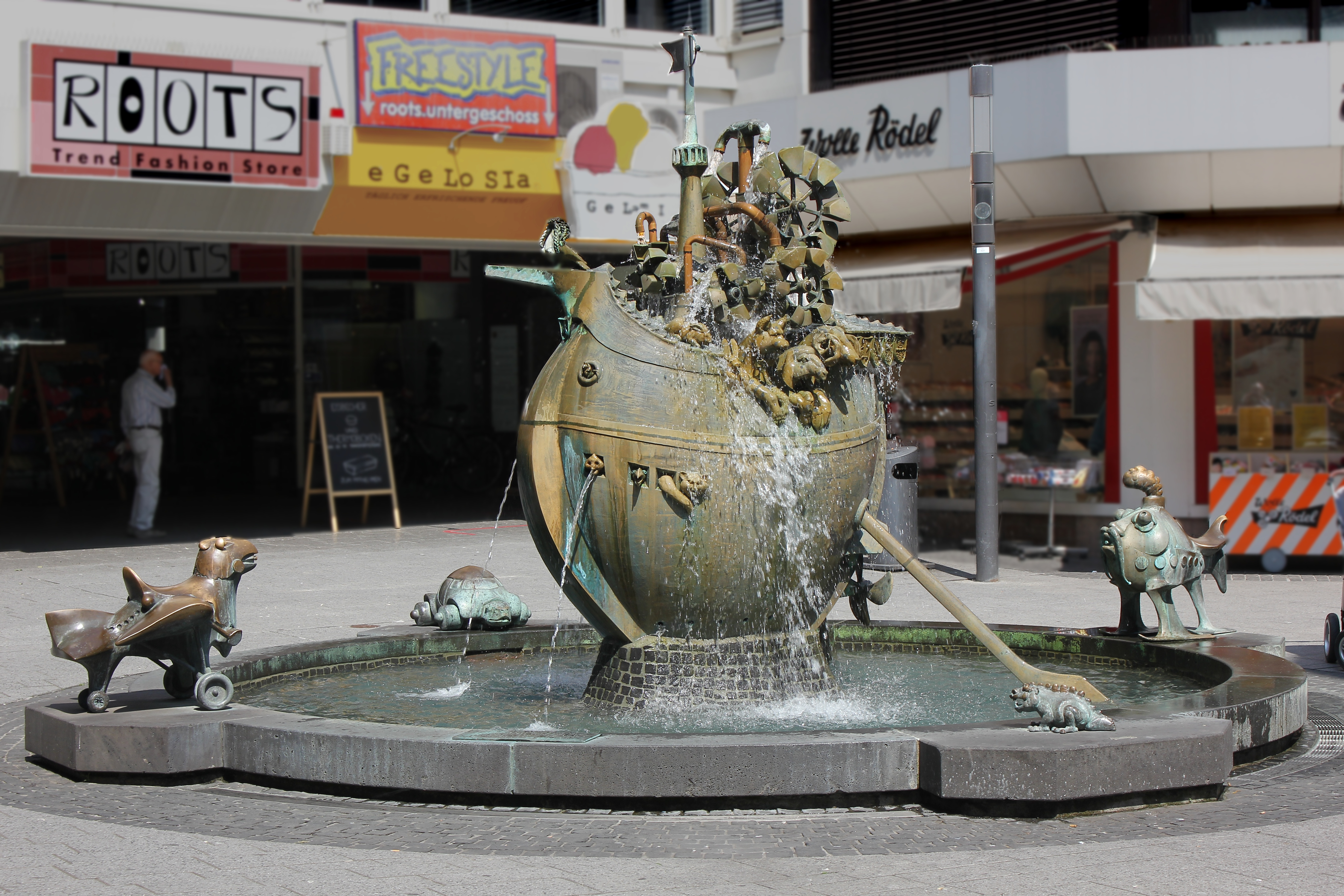
Erfinderbrunnen in der Fischelpassage

Zu ihrem 150-jährigen Bestehen schenkte die IHK Koblenz 1983 der Stadt den „Erfinderbrunnen“, der an Erfinder und Konstrukteure aus ihrem mit den Wappen der Landkreise dargestellten Bezirk erinnern soll. Dieser aus Bronze gearbeitete Brunnen in Form eines Schiffs mit Rudern und Schiffsschraube ist ein Werk des Bildhauers Gernot Rumpf. Wegen vieler über Bord und aus Luken schauenden fast naturalistischen Tierfiguren unter einem Räderwerk heißt er im Volksmund auch „Arche Noah“. Allegorische Tierskulpturen auf dem Brunnenrand sind drei Konstrukteuren gewidmet: Ein Fabeltier aus Schildkröte und Automobil steht für den aus Winningen stammenden Autobauer August Horch, ein Vogel mit Fahrwerk für den in Koblenz-Ehrenbreitstein geborenen Flugzeugbauer Carl Clemens Bücker und ein Fisch auf Schneekufen für Nicolaus August Otto aus Holzhausen an der Haide, den Erfinder vieler in Verbrennungsmotoren angewandter Details. Wenn der Brunnen in Betrieb ist, dreht sich das oben auf dem Schiff angebrachte Räderwerk. Die Figuren auf dem Brunnenrand, zu denen noch eine kleine Echse gehört, speien kein Wasser mehr, wie es ursprünglich vorgesehen war. Der Brunnen steht in der Fischelpassage zwischen Löhrstraße und Hohenfelder Straße.